# Hybanthus urbanianus
Hybanthus urbanianus är en violväxtart som beskrevs av Melch.. Hybanthus urbanianus ingår i släktet Hybanthus och familjen violväxter. Inga underarter finns listade i Catalogue of Life.